# Vé (heiligdom)
Een vé was een soort heiligdom of sacrale omheinde plaats, zoals gebruikt in Noord-Europa voor en tijdens de kerstening. De term komt voor in skaldische poëzie en in plaatsnamen in Scandinavië (uitgezonderd in IJsland), vaak in verband met een Noordse godheid of geografisch punt. De naam van de Noordse godheid Vé refereert aan de praktijk. Andy Orchard is van mening dat een vé een tempel omringde, of dat het gewoon gemarkeerd werd als een open ruimte waar een cultus plaatsvond. Orchard wijst erop dat Tacitus in de eerste eeuw in zijn De origine et situ Germanorum vermeldt dat Germaanse volkeren, anders dan de Romeinen "niet poogden hun goden binnen tempelmuren te houden."

## Etymologie
Vé is afgeleid van het Oergermaans woord voor 'heilig', cf. Gotisch weihs (heilig), Oudengels wéoh, wig (godheid), Duits weihen (consecreren, heiligen), eveneens Duits Weihnachten (kerstmis) en Nederlands wijden.

## Toponiemen

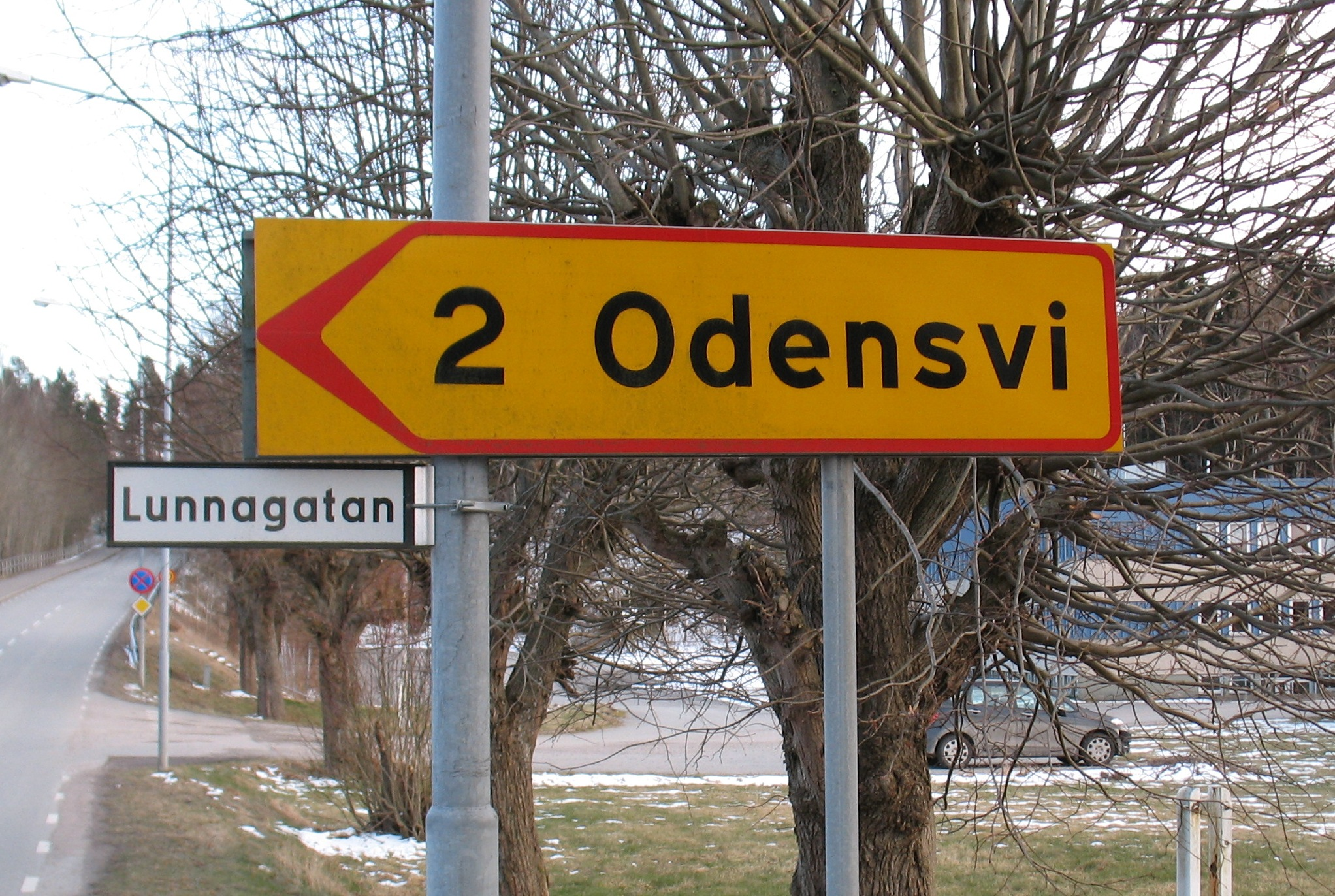
Odensvi, betekent "Odin's schrijn", en is een van de talloze toponiemen genoemd naar Odin.